# Forcipomyia charon
Forcipomyia charon är en tvåvingeart som beskrevs av Debenham 1987. Forcipomyia charon ingår i släktet Forcipomyia och familjen svidknott. Inga underarter finns listade i Catalogue of Life.